# Paulino Rivero Baute
Paulino Rivero Baute (El Sauzal, 11 de fevereiro de 1952), é um político espanhol. É o atual Presidente das Ilhas Canárias, desde 2007.